# Leptosomus discolor
El carraca curol (Leptosomus discolor) es una especie de ave coraciforme de la familia Leptosomatidae, la única de la familia y del género.
Usualmente se clasificaba dentro del orden Coraciiformes, que incluye también los martines pescadores, los abejarucos y las carracas. Sin embargo, nuevas evidencias morfológicas y genómicas la sitúan en el nuevo orden Leptosomiformes.

## Características
Es una especie mediana. Al contrario que las verdaderas carracas y las carracas terrestres (familia Brachypteraciidae), dónde los géneros tienen idéntica apariencia, el macho es mayoritariamente gris aterciopelado. El dorso, cola, y alas negras verdosas brillantes. Y una cresta negra. Hembras y polluelos son mayormente pardos con manchas negras.
Los miembros adultos y subadultos de esta especie emiten sonoros y lastimeros silbidos mientras planean por encima de las selvas malgaches; estos reclamos figuran entre las voces más características de Madagascar.

## Historia natural
Como otros miembros del orden, los nidos están en túneles en bancos, con puestas de huevos blancos. Comen pequeñas presas como insectos.

## Distribución
Habita en Madagascar y el archipiélago de las Comoras. 

## Subespecies
Se reconocen tres subespecies de Leptosomus discolor:
- L. d. gracilis Milne-Edwards & Oustalet, 1885 - Comoras (Gran Comora)
- L. d. intermedius Hartert & Neumann, 1924 - Comoras (Anjouan)
- L. d. discolor (Hermann, 1783) - Comoras (Mohéli, Mayotte) y Madagascar